# (2012) Guo Shou-Jing
(2012) Guo Shou-Jing – planetoida z pasa głównego asteroid okrążająca Słońce w ciągu 3 lat i 203 dni w średniej odległości 2,33 au. Została odkryta 9 października 1964 roku w Obserwatorium Astronomiczne Zijinshan w Nankinie. Nazwa planetoidy pochodzi od Guo Shoujinga (1231–1316), wybitnego chińskiego astronoma z czasów dynastii Yuan. Przed jej nadaniem planetoida nosiła oznaczenie tymczasowe (2012) 1964 TE2.